# Gårdgölen (Urshults socken, Småland)
Gårdgölen är en sjö i Tingsryds kommun i Småland och ingår i Mieåns huvudavrinningsområde.